# Mattoni NBL 2012/2013
Mattoni NBL 2012/2013 (celým oficiálním názvem Mattoni Národní basketbalová liga) byla nejvyšší mužskou ligovou basketbalovou soutěží v České republice v ročníku 2012/2013. Celkovým vítězem se stal tým ČEZ Basketball Nymburk, který obhájil vítězství z předchozích devíti ročníků. Soutěže se stejně jako minulý rok zúčastnil slovenský tým Astrum Levice.

## Základní část
Základní část hrálo třináct celků systémem každý s každým. Vítězem základní části se stal tým ČEZ Basketball Nymburk. 

### Tabulka po základní části
| Poř. | Tým                        | Z  | V  | P  | Skóre     | Body |
| ---- | -------------------------- | -- | -- | -- | --------- | ---- |
| 1.   | ČEZ Basketball Nymburk     | 24 | 23 | 1  | 2159:1544 | 47   |
| 2.   | NH Ostrava                 | 24 | 17 | 7  | 1935:1798 | 41   |
| 3.   | BK JIP Pardubice           | 24 | 17 | 7  | 2032:1851 | 41   |
| 4.   | BK Prostějov               | 24 | 15 | 9  | 2080:1939 | 39   |
| 5.   | BC UNIKOL Kolín            | 24 | 14 | 10 | 1953:1988 | 38   |
| 6.   | BK Děčín                   | 24 | 14 | 10 | 1910:1810 | 38   |
| 7.   | Astrum Levice              | 24 | 11 | 13 | 1845:1902 | 35   |
| 8.   | USK Praha                  | 24 | 10 | 14 | 1780:1875 | 34   |
| 9.   | Tuři Svitavy               | 24 | 8  | 16 | 1903:2063 | 32   |
| 10.  | Levharti Chomutov          | 24 | 8  | 16 | 1888:2136 | 32   |
| 11.  | BK Lions Jindřichův Hradec | 24 | 7  | 17 | 1940:2080 | 31   |
| 12.  | BK Opava                   | 24 | 6  | 18 | 1783:1942 | 30   |
| 13.  | SLUNETA Ústí nad Labem     | 24 | 6  | 18 | 1760:2040 | 30   |

## Nadstavbová část
Po základní části se týmy rozdělily na dvě skupiny. Prvních šest týmů hrálo skupinu A1, ze které všichni postupovali rovnou do play-off. Posledních sedm týmů hrálo skupinu A2, ve které první čtyři postupovali do předkola play-off a poslední tři hráli baráž o udržení. Výsledky ze základní části se započítávali do všech skupin.

### Tabulka skupiny A1
| Poř. | Tým                    | Z  | V  | P  | Skóre     | Body |
| ---- | ---------------------- | -- | -- | -- | --------- | ---- |
| 1.   | ČEZ Basketball Nymburk | 34 | 33 | 1  | 3066:2200 | 67   |
| 2.   | BK Prostějov           | 34 | 21 | 13 | 2914:2783 | 55   |
| 3.   | NH Ostrava             | 34 | 20 | 14 | 2723:2608 | 54   |
| 4.   | BK Děčín               | 34 | 19 | 15 | 2681:2587 | 53   |
| 5.   | BK JIP Pardubice       | 34 | 19 | 15 | 2785:2711 | 53   |
| 6.   | BC UNIKOL Kolín        | 34 | 18 | 16 | 2727:2868 | 52   |

### Tabulka skupiny A2
| Poř. | Tým                        | Z  | V  | P  | Skóre     | Body |
| ---- | -------------------------- | -- | -- | -- | --------- | ---- |
| 1.   | Astrum Levice              | 36 | 21 | 15 | 2843:2776 | 57   |
| 2.   | USK Praha                  | 36 | 17 | 19 | 2758:2794 | 53   |
| 3.   | BK Opava                   | 36 | 15 | 21 | 2750:2861 | 51   |
| 4.   | Levharti Chomutov          | 36 | 13 | 23 | 2911:3191 | 49   |
| 5.   | SLUNETA Ústí nad Labem     | 36 | 11 | 25 | 2712:3021 | 47   |
| 6.   | Tuři Svitavy               | 36 | 11 | 25 | 2863:3087 | 47   |
| 7.   | BK Lions Jindřichův Hradec | 36 | 10 | 26 | 3007:3253 | 46   |

## Play-off

### Předkolo
Utkaly se čtyři nejlepší celky ze skupiny A2, hrálo se na dvě vítězná utkání:
- Astrum Levice - Levharti Chomutov 2:1 (93:66, 87:89, 107:74)
- USK Praha - BK Opava 2:1 (76:67, 85:92, 66:56)

### Čtvrtfinále
Čtvrtfinále se hrálo na tři vítězné zápasy:
- ČEZ Basketball Nymburk - USK Praha 3:0 (103:58, 108:47, 100:48)
- BK Děčín - BK JIP Pardubice 2:3 (101:89, 52:62, 90:81, 80:92, 81:82)
- BK Prostějov - Astrum Levice 3:2 (86:74, 76:84, 81:80, 66:77, 80:73)
- NH Ostrava - BC UNIKOL Kolín 3:1 (81:82, 84:52, 96:72, 82:55)

### Semifinále
Semifinále se hrálo na tři vítězné zápasy:
- ČEZ Basketball Nymburk - BK JIP Pardubice 3:0 (106:72, 88:59, 90:57)
- BK Prostějov - NH Ostrava 3:2 (95:82, 85:96, 81:77, 66:86, 86:64)

### Finále
Finále se hrálo na čtyři vítězné zápasy:
- ČEZ Basketball Nymburk - BK Prostějov 4:0 (108:51, 73:49, 95:70, 20:0k)

## Pavouk play off
|  | Čtvrtfinále            | Čtvrtfinále      |                        |   | Semifinále | Semifinále |  |  | Finále | Finále |
|  |                        |                  |                        |   |            |            |  |  |        |        |
|  |                        |                  |                        |   |            |            |  |  |        |        |
|  | ČEZ Basketball Nymburk | 3                |                        |   |            |            |  |  |        |        |
|  | ČEZ Basketball Nymburk | 3                |                        |   |            |            |  |  |        |        |
|  | USK Praha              | 0                |                        |   |            |            |  |  |        |        |
|  | USK Praha              | 0                | ČEZ Basketball Nymburk | 3 |            |            |  |  |        |        |
|  |                        |                  | ČEZ Basketball Nymburk | 3 |            |            |  |  |        |        |
|  |                        | BK JIP Pardubice | 0                      |   |            |            |  |  |        |        |
|  | BK Děčín               | BK JIP Pardubice | 0                      | 2 |            |            |  |  |        |        |
|  | BK Děčín               |                  |                        | 2 |            |            |  |  |        |        |
|  | BK JIP Pardubice       | 3                |                        |   |            |            |  |  |        |        |
|  | BK JIP Pardubice       | 3                | ČEZ Basketball Nymburk | 4 |            |            |  |  |        |        |
|  |                        |                  | ČEZ Basketball Nymburk | 4 |            |            |  |  |        |        |
|  |                        | BK Prostějov     | 0                      |   |            |            |  |  |        |        |
|  | BK Prostějov           | BK Prostějov     | 0                      | 3 |            |            |  |  |        |        |
|  | BK Prostějov           |                  |                        | 3 |            |            |  |  |        |        |
|  | Astrum Levice          | 2                |                        |   |            |            |  |  |        |        |
|  | Astrum Levice          | 2                | BK Prostějov           | 3 |            |            |  |  |        |        |
|  |                        |                  | BK Prostějov           | 3 |            |            |  |  |        |        |
|  |                        | NH Ostrava       | 2                      |   |            |            |  |  |        |        |
|  | NH Ostrava             | NH Ostrava       | 2                      | 3 |            |            |  |  |        |        |
|  | NH Ostrava             |                  |                        | 3 |            |            |  |  |        |        |
|  | BC UNIKOL Kolín        | 1                |                        |   |            |            |  |  |        |        |
|  | BC UNIKOL Kolín        | 1                |                        |   |            |            |  |  |        |        |

## Baráž o NBL
Baráže se měli zúčastnit poslední tři týmy NBL a vítězové semifinále 1. ligy. Jenže ještě před zahájením baráže odstoupil tým Sokol Hradec Králové pro nedostatek financí na cestování. Vedení ligy se později rozhodlo baráž pro tenhle ročník úplně zrušit a rozšířit ligu na čtrnáct celků. Díky těmto událostem se postupujicím stal tým JBC MMCITÉ Brno.